# En sursis
Pour plus de détails, voir Fiche technique et Distribution.
En sursis ou Un pied dans la tombe au Québec (Cradle 2 the Grave) est un film américain réalisé par Andrzej Bartkowiak, sorti en 2003. Ce film met en vedette les comédiens Jet Li, le rappeur DMX ainsi que Anthony Anderson, qui jouent ensemble pour la deuxième fois, puisqu'ils avaient déjà partagés l'écran dans Roméo doit mourir en 2001.

## Synopsis
Lorsque sa fille est enlevée par d'inquiétants criminels, Anthony Fait, un voleur de diamants (DMX), est forcé de faire équipe avec Su, un policier taïwanais (Jet Li).

## Fiche technique
Sauf indication contraire, les informations mentionnées dans cette section peuvent être confirmées par la base de données cinématographiques IMDb,  présente dans la section « Liens externes ».
- Titre original : Cradle 2 the Grave
- Titre français : En sursis
- Titre québécois : Un pied dans la tombe
- Réalisation : Andrzej Bartkowiak
- Scénario : John O'Brien et Channing Gibson (en)
- Photographie : Daryn Okada (en)
- Musique : Damon 'Grease' Blackman (en), John Frizzell
- Production : Ray Copeland, Susan Downey, Herb Gains, Melina Kevorkian, Richard Mirisch, Joel Silver et Gil Williams
- Pays d'origine :  États-Unis
- Langues originales : anglais, mandarin et coréen
- Durée : 101 minutes
- Format : couleur - Son DTS / Dolby Digital / SDDS
- Dates de sortie :
  - États-Unis : 28 février 2003
  - France : 18 juin 2003
- Public : États-Unis : R (certificat #39626 ; violence, langage et sexe) / Canada : 13+ (Québec) / Canada : 14A / France : -12 / Suisse : 14 (canton de Genève) / Suisse : 14 (canton de Vaud)

## Distribution
- Jet Li  (VF : Patrice Baudrier ; VQ : Gilbert Lachance) : Su
- DMX  (VF : Jean-Paul Pitolin ; VQ : Pierre Auger) : Tony Fait
- Kelly Hu (VF : Laura Blanc) : Sona
- Anthony Anderson  (VF : Christophe Peyroux ; VQ : François L'Écuyer) : Tommy
- Tom Arnold  (VF : Patrick Borg ; VQ : Luis de Cespedes) : Archie
- Mark Dacascos (VF : Vincent Ropion) : Ling
- Gabrielle Union : Daria
- Michael Jace  (VF : Bruno Henry ; VQ : Jean-Luc Montminy) : Odion
- Drag-On (VF : Daniel Lobé) : Miles
- Paige Hurd : Vanessa
- Paolo Seganti : Christophe
- Richard Trapp  (VQ : Daniel Picard) : Douglas
- Chi McBride (VF : Saïd Amadis ; VQ : Yves Corbeil) : Jump Chambers
- Roxana Brusso : la grand-mère de Vanessa
- Ron Yuan (en) : technicien Laser
- Johnny Nguyen : homme de main de Ling
- Douglas Spearman  (VF : Pascal Vilmen) : l'acheteur africain
- Julie Du Page : l'acheteuse française
- Nikki Martin (en) et Ungenita Prevost : les filles sur le ring
- Vanessa Thomson : hôtesse
- Natasha Yi : la fille au club
- Randy Couture : un lutteur

## Accueil

### Box-office
- États-Unis : 34 604 054 $ US[1]
- France : 442 214 entrées[1]
- Mondial : 56 381 265 $[1]

## Bande originale
| No  | Titre                                                      | Auteur                                                                                     | Producteurs                             | Durée |
| --- | ---------------------------------------------------------- | ------------------------------------------------------------------------------------------ | --------------------------------------- | ----- |
| 1.  | X Gon' Give It to Ya (DMX)                                 | E. Simmons, S. King                                                                        | Shatek                                  | 3:39  |
| 2.  | Go to Sleep (Eminem, Obie Trice & DMX)                     | E. Simmons, L. Resto, M. Mathers, O. Trice, S. King                                        | Eminem                                  | 4:42  |
| 3.  | What's It All for? (Bazaar Royale)                         | C. Ginsburg, D. Miller, J. Margera, S. King                                                | Shatek                                  | 3:50  |
| 4.  | Follow Me Gangster (G-Unit)                                | C. Lloyd, C. Jackson, K. Frazier, M. Bernard, M. Clervoix, S. Dorsian, V. Montana Jr.      | Reemo, Lost Spirit, Sha Money XL (add.) | 3:31  |
| 5.  | Stompdashitoutu (C.N.N. featuring M.O.P.)                  | E. Randle, E. Murray, F. Wilcox, J. Griannage, J. Shaw, K. Holley, T. Pizarro, V. Santiago | Flip Matrix, Tony Pizarro               | 3:03  |
| 6.  | Do Sumptin (Comp)                                          | J. McElveen, J. Carter, L. Austin                                                          | Jay Funk, Leroy Austin (co.)            | 4:08  |
| 7.  | My Life (Cradle 2 the Grave) (Foxy Brown featuring Althea) | A. Thompson, B. Jackson, E. Townsend, G. Marchand, I. Marchand                             | Gavin Marchand                          | 4:15  |
| 8.  | Fireman (Drag-On)                                          | A. Parrino, B. Strong, C. Mayfield, M. Smalls, N. Whitfield                                | Elite                                   | 2:56  |
| 9.  | Drop Drop (Joe Budden)                                     | J. Kuleszynski, J. Budden                                                                  | White Boy                               | 4:17  |
| 10. | I'm Serious (Clipse)                                       | G. Thornton, L. Porter, T. Thornton                                                        | Paperchase Inc.                         | 4:12  |
| 11. | Right/Wrong (DMX)                                          | E. Simmons, R. Casey, R. Thybulle                                                          | DJ Envy, Mono                           | 3:46  |
| 12. | It's Gon' Be What It's Gon' Be (Jinx da Juvy, Loose)       | A. Lewis, B. Holland, D. Pelzer, E. Holland, K. Clarke, S. Odom                            | Konkrete Kaos                           | 3:01  |
| 13. | Hand That Rocks the Cradle (Big Stan)                      | D. Joyner, D. Blackman                                                                     | Dame Grease                             | 4:13  |
| 14. | Won't Be Coming Back (Baby)                                | B. Williams, B. Thomas, L. Richie                                                          | Mannie Fresh                            | 4:10  |
| 15. | C2G (Fat Joe featuring Young N Restless)                   | J. Cartagena, R. Montero, R. Santanna, S. King                                             | Shatek                                  | 4:13  |
| 16. | Focus (Kashmir)                                            | E. Lomax, J. Russ                                                                          | Mac G                                   | 3:56  |
| 17. | Slangin' Dem Thangs (Profit)                               | F. Massey, L. Duminie, L. Creed, R. Rangel, T. Bell                                        | Kato                                    | 4:40  |
| 18. | Off the Hood (Jinx da Juvy)                                | D. Carr, M. Leather, S. Campbell                                                           | The Architects                          | 4:09  |

| 19. | Getting Down (DMX, Kashmir, Bazaar Royale) | C. Sandford, D. Joyner, E. Simmons, E. Lomax, R. Casey, R. Thybulle | DJ Envy, Mono | 2:56 |